# Wyjazd integracyjny
Wyjazd integracyjny – polski film komediowy z 2011 roku w reżyserii Przemysława Angermana. Zdjęcia do filmu powstawały w Rawie Mazowieckiej (hotel „Ossa”) w październiku 2010 roku.

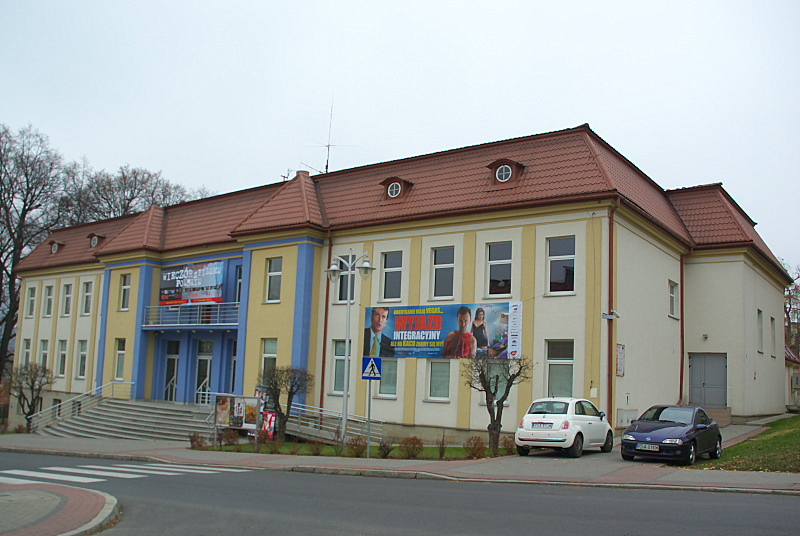
Baner promujący film na Sanockim Domu Kultury

## Opis fabuły
Korporacja Polish Lody – lider branży lodziarskiej – postanawia zorganizować dla swoich pracowników, najlepszych klientów i zaprzyjaźnionych dziennikarzy weekend integracyjny w atrakcyjnym kompleksie hotelowym. Gośćmi mają się zaopiekować pracownicy korporacji. W wyniku nieporozumienia prezes Gwidon Nochalski (Jan Frycz) dostaje apartament wspólnie z pewnym siebie dziennikarzem Gerardem (Tomasz Karolak) oraz ponętną modelką Gabi (Katarzyna Glinka).
Wkrótce w walce o wdzięki pociągającej współlokatorki ściera się witalność i spontaniczność Gerarda oraz dojrzałość i wysublimowany smak prezesa. W międzyczasie pomysłowi pracownicy Polish Lody umilają sobie czas rozrywkami.
Kiedy impreza wymyka się spod kontroli, przyszłość firmy leży w rękach wiceszefa kadr, prześladowanego przez histeryczną narzeczoną. Stasiak (Tomasz Kot) musi stać się mózgiem akcji ratunkowej wyjazdu integracyjnego. Bojąc się wyrzucenia na bruk, jest w stanie zrobić wszystko.

## Obsada
- Jan Frycz jako prezes Gwidon Nochalski
- Tomasz Karolak jako Gerard Kwaśniewski
- Katarzyna Glinka jako Gabi
- Tomasz Kot jako Marek Stasiak
- Katarzyna Figura jako pani Jadzia
- Sławomir Orzechowski jako Andrzej Wilecki
- Bartłomiej Topa jako Dąbal
- Klara Bielawka jako Małgosia Pucek
- Mirosław Zbrojewicz jako Apoloniusz Kajzer
- Robert Gonera jako Ritchie
- Mariusz Czajka jako szef recepcji
- Jarosław Boberek jako Nowak
- Sebastian Konrad jako Łyszczyński
- Zbigniew Buczkowski jako Gruby
- Sławomir Sulej jako Mietek
- Krzysztof Dracz jako naczelny „Świata Deserów”
- Grzegorz Halama jako policjant
- Mieczysław Hryniewicz jako starszy kelner
- Mariusz Drężek jako Rzerzycki
- Jerzy Matula jako muzyk
- Lech Dyblik jako Norweg

i inni

## Nagrody
W 2012 Wyjazd integracyjny zdobył dwa Węże – nagrody przyznawane dla najgorszych polskich filmów, w kategoriach: Wielki Wąż, czyli Najgorszy Film oraz Występ poniżej godności (Jan Frycz).
W 2011 ramach plebiscytu Niegrzeczni zorganizowanym przez TV4 otrzymał wyróżnienie w kategorii „niegrzeczny film”.